# Zagato AGTZ Twin Tail
Zagato AGTZ Twin Tail – samochód sportowy klasy kompaktowej produkowany przez włoskie przedsiębiorstwo Zagato w latach 2024–2025.

## Historia i opis modelu
W lutym 2024 roku włoskie studio projektowe oraz manufaktura nadwozi przedstawiła swój pierwszy od lat 90. XX projekt sygnowany własną marką Zagato. Małoseryjny pojazd powstał z inicjatywy polskiej firmy La Squadra z Katowic, stanowiąc współczesną interpretację francuskiego samchodu wyścigowego Alpine A220 z 1969 roku znanego ze startów w wyścigach z serii Le Mans. 
Za bazę techniczną, na której oparto także bryłę nadwozia, posłużył francuski samochód sportowy Alpine A110 w wersji S. Jednocześnie, Zagato opracowało unikalny projekt stylistyczny skupiający się na nawiązaniach do klasycznego A220, obrazując do szeroko rozstawionymi, owalnymi reflektorami, a także rozbudowanymi wlotami powietrza w masce, zderzakach i błotnikach. Charakterytycznym rozwiązaniem została zmienna długość nadwozia, którą uzyskać można dzięki zdjęciu nakładanego panelu o aerodynamicznym kształcie.
Poza oznaczeniami producenta zmian nie przeszła kabina pasażerska, Zagato nie ingerowało też w parametry techniczne benzynowego silnika o pojemności 1,8 litra konstrukcji Alpine.

### Sprzedaż
Zagato AGTZ Twin Tail powstało w ściśle limitowanej serii, która została ograniczona do 19 sztuk. W momencie premiery włoska firma deklarowała, że cena za podstawowy egzemplarz to 650 tysięcy euro. Za działania promocyjne oraz sprzedaż pojazdu odpowiedzialność wziął partner w projekcie, katowicka grupa dealerska La Squadra.

### Silnik
- R4 1.8l 300 KM